# Дерюгина, Евгения Филипповна
Евге́ния Фили́пповна Дерю́гина (11 мая 1923 года, Симферополь — 7 мая 1944 года, Балаклава) — старшина второй статьи, санинструктор 83-й морской бригады. Участник обороны Одессы и Севастополя, погибла при штурме Сапун-горы.

## Биография
Евгения Дерюгина родилась в Симферополе.

Она — выпускница железнодорожной средней школы № 98 (ныне школа № 35), затем училась в Севастопольском судостроительном техникуме. Окончила курсы медсестёр.

Первый бой приняла под Одессой. Ходила в разведку в тыл врага. Под Одессой же получила свою первую медаль «За отвагу»: 
Однажды теплоход попал под очередной налёт вражеских самолетов и загорелся. Начали спешно переправлять раненых в шлюпки. Выгрузку почти закончили, когда тяжелораненый командир сказал, что в каюте остался пакет с ценными документами. Услышав это, Женя быстро вернулась на горящий корабль, нашла и спрятала под одежду пакет, а на палубу выбраться не успела — потеряла сознание. Там и нашёл её один из членов команды и на руках отнёс в шлюпку. Так появилась у Жени первая боевая награда — медаль «За отвагу».
Затем была ранена, проходила лечение в Севастополе.

Вскоре приняла участие в обороне Севастополя, на позициях у Балаклавы.
Эвакуировалась с бригадой в Новороссийск, участвовала в боях на Малой Земле.

В апреле-мае 1944 года с ударным батальоном 83-й бригады морской пехоты Евгения Дерюгина участвовала в самых жарких боях. Только за несколько дней (с 3 по 7 мая) она вынесла с передовой восемьдесят раненых.

Памятник на могиле Жени Дерюгиной.

### Гибель
Евгения была убита снайпером. Похоронили её в Балаклаве; позднее, по просьбе родных, её прах был перезахоронен на Старорусском кладбище Симферополя.

### Награды
- Орден Отечественной войны I степени (посмертно)
- Орден Красной Звезды
- Медаль «За отвагу»
- Медаль «За оборону Одессы»
- Медаль «За оборону Севастополя»
- Медаль «За боевые заслуги»

### Память

Женя Дерюгина на полотне Севастопольской диорамы.

Именем девушки названы улицы в двух городах: Севастополе (появилась 6 мая 1969 года) и Симферополе (1975 год).

Женя Дерюгина также изображена на огромном полотне Севастопольской диорамы: 
На картине в морской форме изображена санинструктор Евгения Дерюгина — бывшая студентка судостроительного техникума. В период с 3 по 7 мая Женя вынесла с поля боя 80 раненых бойцов. Она погибла от пули фашистского снайпера.
.
В её честь назван Севастопольский медицинский колледж и МБОУ СОШ №35